# バーフィッシュ (潜水艦)
バーフィッシュ (USS Burrfish, SS/SSR-312) は、アメリカ海軍の潜水艦。バラオ級。艦名はハリセンボン科イシガキフグ属の英語圏での総称に因んで命名された。

## 艦歴
バーフィッシュは1943年2月24日にメイン州キタリーのポーツマス海軍造船所で起工した。1943年6月18日にジェーン・エリザベス・デイビス（ペンシルベニア州選出上院議員ジェームズ・J・ディヴィスの娘）によって命名、進水し、1943年9月14日に艦長ウィリアム・B・パーキンス・ジュニア中佐（アナポリス1932年組）の指揮下就役する。就役後は完熟訓練を消化し、一連の訓練が終了した後真珠湾に回航された。

### 第1、第2、第3、第4の哨戒 1944年2月 - 12月
2月2日、バーフィッシュは最初の哨戒でトラック諸島方面に向かった。2月17日のトラック島空襲ではトラック周辺海域を包囲する潜水艦の1隻として、トラック西方に位置して脱出艦船攻撃と第58任務部隊（マーク・ミッチャー中将）艦載機のパイロットに対する支援に従事した。攻撃前の2月14日に輸送船団を攻撃し、2月29日と3月3日には4,000トン級貨物船を攻撃した。担当海域に撃墜された味方パイロットはいなかった。3月22日、バーフィッシュは50日間の行動を終えてミッドウェー島に帰投した。
4月14日、バーフィッシュは2回目の哨戒で日本近海に向かった。5月7日7時33分、バーフィッシュは北緯33度14分 東経134度40分 / 北緯33.233度 東経134.667度の大島沖で、石油を積んで神戸港から南方に向かいつつあったドイツの柳船タンカーロスバッハ（Rossbach、5,984トン/元蘭タンカーマドロノ）に向けて魚雷を3本発射し、うち2本を命中させてロスバッハを撃沈した。6月4日、バーフィッシュは52日間の行動を終えて真珠湾に帰投した。
7月11日、バーフィッシュは3回目の哨戒でパラオ方面に向かった。しかし、46日間に及ぶ行動で戦果を挙げることはできなかった。8月27日、バーフィッシュはマジュロに帰投した。
9月19日、バーフィッシュは4回目の哨戒で日本近海に向かった。10月25日前後のレイテ沖海戦では南西諸島近海で哨戒し、落ちゆく小沢治三郎中将率いる機動部隊を待ち伏せたが捕らえる事はできなかった。その後小笠原諸島近海に移動し、特設監視艇攻撃に従事した。11月16日、北緯31度53分 東経139度40分 / 北緯31.883度 東経139.667度の地点で僚艦ロンクィル (USS Ronquil, SS-396) とともに特設監視艇第三大戎丸（田中定八、95トン）を攻撃しこれを撃沈した。翌17日にも北緯32度15分 東経140度00分 / 北緯32.250度 東経140.000度の地点でロンクィルとともに特設監視艇ふさ丸（千葉県、176トン）を攻撃し撃破した。しかし、この戦闘の最中にロンクィルが自艦に40mm機関砲を誤って撃ち込んで損傷させ戦線離脱。バーフィッシュもふさ丸に止めを刺すことは出来なかった。12月2日、バーフィッシュは69日間の行動を終えて真珠湾に帰投。艦長がモートン・H・レイル（アナポリス1937年組）に代わった。

### 第5、第6の哨戒 1945年1月 - 5月
1945年1月3日、バーフィッシュは5回目の哨戒で日本近海に向かった。2月11日、バーフィッシュは小笠原諸島近海を潜航中に「第49号海防艦」に探知された。この頃、付近で父島から出てきた輸送船団が攻撃を受けたため、警戒を強めていたところであった。「第49号海防艦」は合計39発もの爆雷を投下してバーフィッシュを攻め立て、バーフィッシュは気泡を夜光虫に照らされながら135メートルの深度に逃げた。また、水上偵察機が飛来して対潜爆弾を合計20発投下した。一連の攻撃によりバーフィッシュは5番魚雷発射管にダメージを受けたが、修理して哨戒には差し支えなかった。この哨戒では、このとき以外に敵との接触はなかった。2月24日、バーフィッシュは48日間の行動を終えてグアムアプラ港に帰投した。
3月25日、バーフィッシュは6回目の哨戒でルソン海峡および台湾海峡方面に向かった。この哨戒では敵船と接触することはなかったが、4月30日早朝にバタン諸島の通信施設に対して4インチ砲による艦砲射撃を行った。5月13日、バーフィッシュは49日間の行動を終えて真珠湾に帰投。5月16日にオーバーホールのため本国帰還を命じられ、6月19日にポーツマス海軍造船所に到着した。オーバーホール中に終戦を迎えた。
バーフィッシュは第二次世界大戦の戦功で5個の従軍星章を受章した。

### 戦後
バーフィッシュは10月12日に不活性化のためコネチカット州ニューロンドンに回航された後、1946年10月10日に予備役となった。1948年11月2日にバーフィッシュは再就役し、レーダー哨戒潜水艦への転換のためポーツマス海軍造船所にドック入りする。1949年1月27日に SSR-312 に艦種変更され、転換作業は11月に完了した。作業終了後の1950年2月7日に艦隊に復帰し、ノーフォークで第6潜水戦隊に配属される。1950年2月から1956年6月までバーフィッシュは地中海で第6艦隊と共に3度の配備を完了した。バーフィッシュはいくつかの大規模演習および通常演習に参加し、レーダー哨戒潜水艦として東海岸沿いに活動した。1956年6月5日、バーフィッシュは不活性化のためノーフォークからニューロンドンに向かう。1956年12月17日に予備役となり、大西洋予備役艦隊入りした。
1961年1月17日、バーフィッシュは SS-312 として再就役したが、1961年5月11日に退役し、カナダへ貸与された。カナダ海軍ではグリルス (HMCS Grilse, SS-71) の艦名で就役した。その後アメリカ海軍に返還され、1969年7月19日に除籍される。バーフィッシュは1969年11月19日に標的艦としてサン・クレメンテ島の沖合で沈められた。